# Kewanee
Kewanee település az Amerikai Egyesült Államok Illinois államában, Henry megyében. Lakosainak száma 12 509 fő (2020. április 1.).

## Népesség
A település népességének változása:

| 2010 | 12 916 |
| 2020 | 12 509 |